# 海都科瓦街猶太會堂

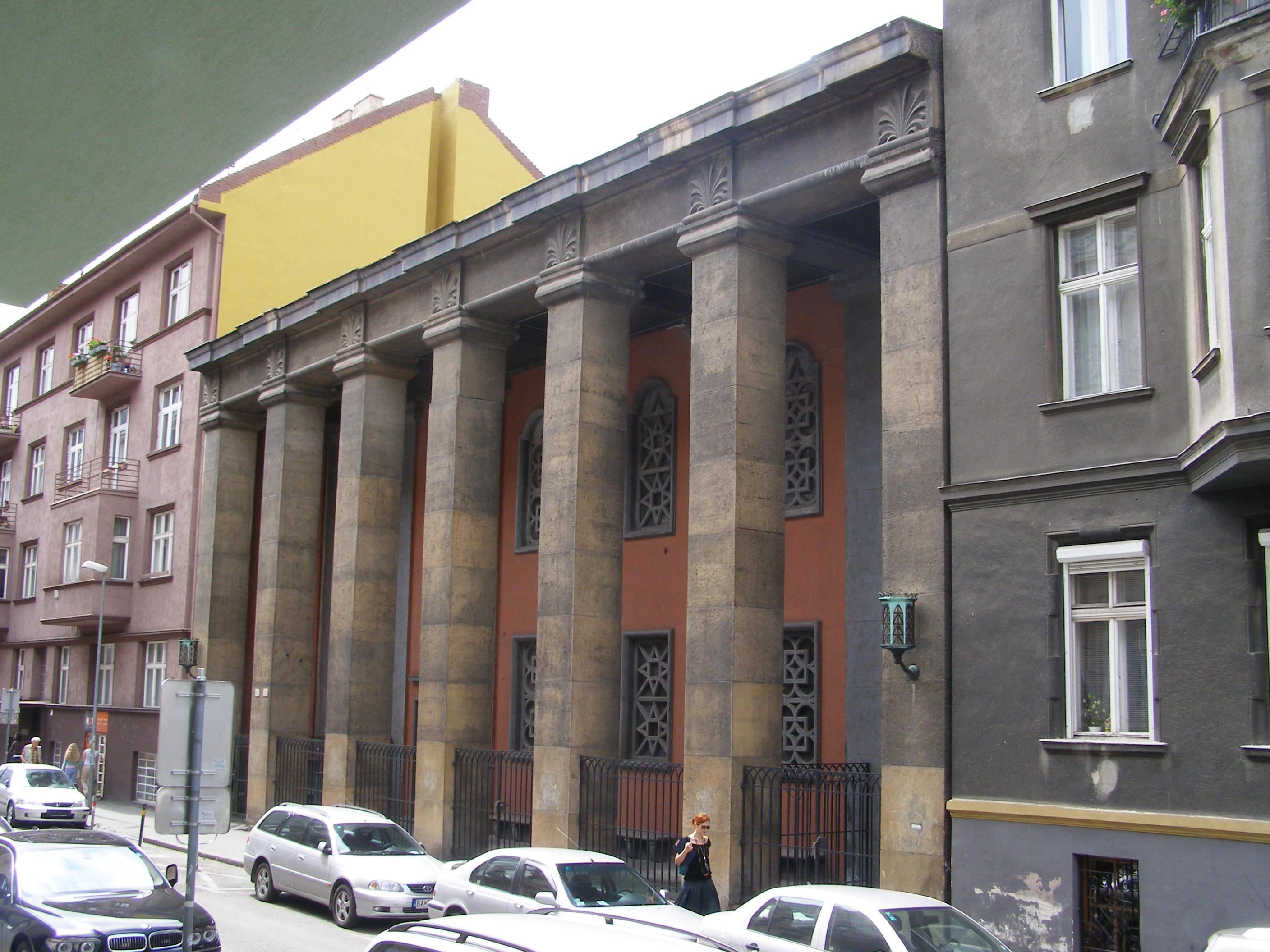
海都科瓦街猶太會堂

海都科瓦街猶太會堂（Heydukova Street Synagogue）是斯洛伐克首都布拉提斯拉瓦唯一的猶太會堂。這座猶太會堂位於布拉提斯拉瓦舊城的海都科瓦街，修建於1923年至1926年。海都科瓦街猶太會堂是20世紀斯洛伐克宗教建築的重要範例，也是斯洛伐克四座活躍的猶太會堂之一。